# 克拉尼希费尔德
克拉尼希费尔德（德語：Kranichfeld，發音：[ˈkʁaːnɪçˌfɛlt] ⓘ）是德国图林根州魏玛地区县的城市，面积23.1平方千米，2023年12月31日人口为3,266人。